# ホープスフォール
ホープスフォール（Hopesfall）は、アメリカ合衆国のポスト・ハードコア・バンド。ノースカロライナ州シャーロットで1998年に結成。いわゆる叙情派ニュースクールと呼ばれるジャンルの代表的なバンドである。また、彼らの音楽性はクリスチャン・ハードコアにも分類された。バンド名は、「Falls of the hopes（希望の滝）」から付けられた。
2008年に解散したが、2011年に一時的な再結成を果たし、いくつかのライブをこなした。その後、2016年にラスト・アルバムに参加したメンバーや、オリジナル・ドラマーのアダム・モーガンを加えて再結成し、イコール・ヴィジョンと契約。2018年に同レーベルより新作『Arbiter』をリリースしている。
2020年3月に、Bloodaxeの招聘でカルフォルニア州のTakenとジャパン・ツアーを行う予定だったが、新型コロナウイルス感染症の世界的流行により延期となった。2021年、2022年にもジャパン・ツアーが発表されるもいずれも延期。2023年3月に、ようやく待望の初来日が実現に至った。
ジャパン・ツアーの際に、今まで自分たちが日本で形容されてきた音楽のジャンル「叙情派ハードコア」を認知し、新たに「JO JO HARDCORE」という言葉で表現し、本国へ持ち帰った。
彼らが影響を受けた音楽には、カーシヴ、カラテ、ジ・アップルシード・キャストといったエモ・バンドや、ハムやジョーボックスなどのオルタナティヴ・ロック・バンド、そしてストロングアーム、ブラッドシェッド、シャイ・ハルード、オーヴァーカムらハードコア・パンク・バンドの影響を受けている。

## ディスコグラフィ

### スタジオ・アルバム
- The Frailty of Words (1999年、DTS)
- The Satellite Years (2002年、Trustkill)
- 『Aタイプス』 - A Types (2004年、Trustkill)
- 『マグネティック・ノース』 - Magnetic North (2007年、Trustkill)
- Arbiter (2018年、Equal Vision)

### EP
- No Wings to Speak Of (2001年、Takehold/Trustkill)